# Стечкин, Игорь Яковлевич
И́горь Я́ковлевич Сте́чкин (15 ноября 1922, Алексин, Тульская губерния — 28 ноября 2001, Тула) — советский и российский конструктор стрелкового оружия. Лауреат Сталинской премии. Работал в Тульском ЦКИБ СОО.
Племянник академика Бориса Сергеевича Стечкина.

## Биография
Родился 15 ноября 1922 года в городе Алексине Тульской области в дворянской семье. Его отец, Яков Сергеевич Стечкин, был удостоен звания заслуженного врача РСФСР, его именем названа Косогорская бальнеологическая лечебница.
В 1935 году вместе с семьёй переехал в город Тулу. По окончании школы, в 1941 году, Стечкин стал студентом оружейно-пулемётного отделения Тульского механического института. В октябре 1941 года был эвакуирован вместе с семьёй в город Бузулук Оренбургской области (тогда область называлась Чкаловской), откуда, в декабре этого же года, он переехал на работу в Ижевск. Там он учился в эвакуированном  Московском высшем техническом училище им. Н. Э. Баумана и одновременно работал шлифовщиком на мотозаводе.
В 1942 году возвратился в Тулу и продолжил учёбу в Тульском механическом институте . В феврале 1948 года Стечкин окончил институт, защитив дипломный проект по теме «Самозарядный пистолет калибра 7,65 мм», научным руководителем работы был Н. Ф. Макаров. По окончании института Стечкин был распределен в ЦКБ-14, где занимались разработкой стрелкового оружия, и в мае 1948 года зачислен на должность инженера.
В 1971 году был переведён в ЦКИБ СОО, где работал до самой смерти.
По состоянию здоровья с сентября 2001 года не выходил на работу, хотя и не прекратил своей деятельности по отработке системы нового револьвера ОЦ-38. Скончался 28 ноября 2001 года, похоронен в Туле на почётной аллее Смоленского кладбища.

## Трудовая деятельность
В рамках первого производственного задания на создание армейского автоматического пистолета разработал оригинальную конструкцию, которая была принята на вооружение в 1951 году под названием Автоматический пистолет Стечкина. В 1952 году за создание этого пистолета был удостоен Сталинской премии 2-й степени.
С 1951 года занимался проблематикой бесшумности стрельбы и созданием систем оружия, замаскированных под предметы бытового обихода (например — портсигар).
Помимо этого в разные годы принимал участие во многих разработках в области стрелкового и ракетного вооружения, например — участвовал в конкурсе ОКР «Абакан» на разработку нового общевойскового автомата со своей системой ТКБ-0146.
В 90-х годах предпочёл вернуться к созданию систем личного стрелкового оружия:
- 5,45-мм автоматический пистолет ОЦ-23 «Дротик»,
- 9-мм револьвер ОЦ-01 Кобальт с высокой кучностью стрельбы,
- 9-мм автоматический пистолет ОЦ-27 «Бердыш» и т.д.

В общей сложности на счету конструктора — более 60 разработок и свыше 50 изобретений.
Стечкин участвовал в создании противотанковых управляемых ракет «Фагот» и «Конкурс», среди его разработок — автоматы ТКБ-0116 «Модерн», «Абакан», револьверы «Кобальт» и «Гном» и другое оружие.
В последние годы он разработал несколько моделей пистолетов («Дротик», «Бердыш», «Пернач»), предлагавшихся для замены пистолета Макарова и автоматического пистолета Стечкина.

## Разработки
- АПС — автоматический пистолет Стечкина
- ТКБ-486 — прототип пистолета-пулемёта под патрон 9x18 мм ПМ[2]
- ТКБ-506 — прототип пистолета, оформленного в виде портсигара
- ТКБ-0116 — прототип укороченного автомата, уступившего в конкурсе АКС74У[3]
- ТКБ-0146 — прототип автомата в рамках конкурса Абакан, уступившего АН-94
- ОЦ-01 Кобальт — револьвер с УСМ двойного действия под патрон 9x18 мм ПМ
- ОЦ-23 Дротик — автоматический пистолет под патрон 5,45×18 мм
- ОЦ-27 Бердыш — пистолет, способный после замены ствола и магазина использовать различные типы патронов (7,62×25 мм ТТ, 9×18 мм ПМ и ПММ, 9×19 мм Парабеллум)
- ОЦ-33 Пернач — автоматический пистолет для замены АПС
- ОЦ-38 — бесшумный пятизарядный револьвер под патрон 7,62×41,5 мм СП-4
- Пистолет гражданского типа — первый пистолет Стечкина[4]

## Награды и звания
- Орден Трудового Красного Знамени (1971)
- Орден Почёта (1997)
- Медаль «За трудовое отличие» (1962)
- Медаль «В ознаменование 100-летия со дня рождения В. И. Ленина» (1970)
- Медаль «За доблестный труд в Великой Отечественной войне 1941-1945 гг.» (1993)
- Медаль «50 лет победы в Великой Отечественной войне» (1995)
- Лауреат Сталинской премии второй степени (1952)
- Лауреат премии им. С. И. Мосина
- Заслуженный конструктор Российской Федерации (14 ноября 1992) — за заслуги в области конструкторской деятельности
- Почётная грамота Правительства Российской Федерации (15 ноября 1997) — за заслуги перед государством в области разработки и создания стрелкового оружия, многолетний плодотворный труд и в связи с 75-летием со дня рождения
- Почетный знак «За вклад в развитие города Тулы».

## Память
- Бюст И. Я. Стечкину (автор скульптор Н. Прокофьев) установлен в центральном парке города Алексин на улице Мира и открыт в 2015 году. Высота монумента 3,7 метра. Рядом расположены две культурно-просветительские композиции: «Стечкины в истории России» и «Сделано в Алексине — гордится Россия»[5][6].